# Асен Рупчин
Асен Милев Рупчин или Рупчев е български революционер, деец на Вътрешната македонска революционна организация.

## Биография
Асен Рупчин е роден през 1900 година в Банско, тогава в Османската империя. Получава прогимназиално образование. Присъединява се към ВМРО и загива в сражението край Драчевица като четник на Петър Станчев на 6 август 1925 година.